# Ignacy Zawisza (zm. 1798)
Ignacy Zawisza Dowgiałło herbu Zadora (zm. w 1798 roku) – sędzia ziemski kowieński w latach 1765–1782, koniuszy kowieński w latach 1754–1765.
W 1764 roku  był elektorem Stanisława Augusta Poniatowskiego z powiatu kowieńskiego.